# Mamadou Lamine Camara
Mamadou Lamine Camara (Dakar, 5 gennaio 2003) è un calciatore senegalese, centrocampista del RS Berkane e della nazionale senegalese.

## Carriera

### Club
Nato a Dakar, è cresciuto nel settore giovanile dell'AF Darou Salam per poi trasferirsi nel 2021 in Marocco al RS Berkane.

### Nazionale
Nel 2023, con il Senegal Under-23, ha partecipato alla Coppa d'Africa Under-20 ed al Mondiale Under-20.
Ha debuttato con la nazionale maggiore il 9 settembre 2023 nell'incontro di qualificazione per la Coppa delle nazioni africane 2023 pareggiato 1-1 contro il Ruanda dove ha segnato il gol del momentaneo vantaggio.

## Statistiche

### Presenze e reti nei club
Statistiche aggiornate al 18 novembre 2023.
| Stagione        | Squadra         | Campionato      | Campionato | Campionato | Coppe nazionali | Coppe nazionali | Coppe nazionali | Coppe continentali | Coppe continentali | Coppe continentali | Altre coppe | Altre coppe | Altre coppe | Totale | Totale | Totale |
| Stagione        | Squadra         | Comp            | Pres       | Reti       | Comp            | Pres            | Reti            | Comp               | Pres               | Reti               | Comp        | Pres        | Reti        | Pres   | Reti   |        |
| --------------- | --------------- | --------------- | ---------- | ---------- | --------------- | --------------- | --------------- | ------------------ | ------------------ | ------------------ | ----------- | ----------- | ----------- | ------ | ------ | ------ |
| 2021-2022       | RS Berkane      | B1              | 17         | 0          | CM              | 0               | 0               | CCC                | 6                  | 0                  |             | -           | -           | 23     | 0      |        |
| 2022-2023       | RS Berkane      | B1              | 17         | 0          | CM              | 3               | 0               | CCC                | 3                  | 0                  | SC          | 1           | 0           | 24     | 0      |        |
| 2023-2024       | RS Berkane      | B1              | 9          | 1          | CM              | 1               | 0               | CCC                | 2                  | 0                  |             | -           | -           | 12     | 1      |        |
| Totale carriera | Totale carriera | Totale carriera | 43         | 1          |                 | 4               | 0               |                    | 11                 | 0                  |             | 1           | 0           | 59     | 1      |        |

### Cronologia presenze e reti in nazionale
| Cronologia completa delle presenze e delle reti in nazionale ― Senegal | Cronologia completa delle presenze e delle reti in nazionale ― Senegal | Cronologia completa delle presenze e delle reti in nazionale ― Senegal | Cronologia completa delle presenze e delle reti in nazionale ― Senegal | Cronologia completa delle presenze e delle reti in nazionale ― Senegal | Cronologia completa delle presenze e delle reti in nazionale ― Senegal | Cronologia completa delle presenze e delle reti in nazionale ― Senegal | Cronologia completa delle presenze e delle reti in nazionale ― Senegal |
| Data                                                                   | Città                                                                  | In casa                                                                | Risultato                                                              | Ospiti                                                                 | Competizione                                                           | Reti                                                                   | Note                                                                   |
| ---------------------------------------------------------------------- | ---------------------------------------------------------------------- | ---------------------------------------------------------------------- | ---------------------------------------------------------------------- | ---------------------------------------------------------------------- | ---------------------------------------------------------------------- | ---------------------------------------------------------------------- | ---------------------------------------------------------------------- |
| 9-9-2023                                                               | Butare                                                                 | Ruanda                                                                 | 1 – 1                                                                  | Senegal                                                                | Qual. Coppa d'Africa 2023                                              | 1                                                                      |                                                                        |
| 12-9-2023                                                              | Diamniadio                                                             | Senegal                                                                | 0 – 1                                                                  | Algeria                                                                | Amichevole                                                             | -                                                                      | 70’                                                                    |
| 9-9-2024                                                               | Bujumbura                                                              | Burundi                                                                | 0 – 1                                                                  | Senegal                                                                | Qual. Coppa d'Africa 2025                                              | -                                                                      | 90+2’                                                                  |
| Totale                                                                 |                                                                        | Presenze                                                               | 3                                                                      |                                                                        | Reti                                                                   | 1                                                                      |                                                                        |

## Palmarès

### Club

#### Competizioni nazionali
- Coppa del Marocco: 1

RS Berkane: 2021-2022
- Campionato marocchino: 1

RS Berkane: 2024-2025

#### Competizioni internazionali
- Coppa della Confederazione CAF: 2

RS Berkane: 2021-2022, 2024-2025
- Supercoppa CAF: 1

RS Berkane: 2022